# Verdun (quận)
Quận Verdun là một quận của Pháp, nằm ở tỉnh Meuse, ở vùng Grand Est. Quận này có 15 tổng và 253 xã.

## Các đơn vị hành chính

### Các tổng
Các tổng của quận Verdun là: 
1. Charny-sur-Meuse
2. Clermont-en-Argonne
3. Damvillers
4. Dun-sur-Meuse
5. Étain
6. Fresnes-en-Woëvre
7. Montfaucon-d'Argonne
8. Montmédy
9. Souilly
10. Spincourt
11. Stenay
12. Varennes-en-Argonne
13. Verdun-Centre
14. Verdun-Est
15. Verdun-Ouest

### Các xã
Các xã của quận Verdun, và mã INSEE là: 
| 1. Abaucourt-Hautecourt (55002)         | 2. Aincreville (55004)                | 3. Ambly-sur-Meuse (55007)            | 4. Amel-sur-l'Étang (55008)            |
| 5. Ancemont (55009)                     | 6. Arrancy-sur-Crusne (55013)         | 7. Aubréville (55014)                 | 8. Autréville-Saint-Lambert (55018)    |
| 9. Avillers-Sainte-Croix (55021)        | 10. Avioth (55022)                    | 11. Avocourt (55023)                  | 12. Azannes-et-Soumazannes (55024)     |
| 13. Bantheville (55028)                 | 14. Baulny (55033)                    | 15. Bazeilles-sur-Othain (55034)      | 16. Baâlon (55025)                     |
| 17. Beauclair (55036)                   | 18. Beaufort-en-Argonne (55037)       | 19. Beaumont-en-Verdunois (55039)     | 20. Belleray (55042)                   |
| 21. Belleville-sur-Meuse (55043)        | 22. Belrupt-en-Verdunois (55045)      | 23. Bezonvaux (55050)                 | 24. Billy-sous-Mangiennes (55053)      |
| 25. Blanzée (55055)                     | 26. Boinville-en-Woëvre (55057)       | 27. Bonzée (55060)                    | 28. Bouligny (55063)                   |
| 29. Boureuilles (55065)                 | 30. Brabant-en-Argonne (55068)        | 31. Brabant-sur-Meuse (55070)         | 32. Brandeville (55071)                |
| 33. Braquis (55072)                     | 34. Bras-sur-Meuse (55073)            | 35. Breux (55077)                     | 36. Brieulles-sur-Meuse (55078)        |
| 37. Brocourt-en-Argonne (55082)         | 38. Brouennes (55083)                 | 39. Bréhéville (55076)                | 40. Buzy-Darmont (55094)               |
| 41. Béthelainville (55047)              | 42. Béthincourt (55048)               | 43. Cesse (55095)                     | 44. Champneuville (55099)              |
| 45. Charny-sur-Meuse (55102)            | 46. Charpentry (55103)                | 47. Chattancourt (55106)              | 48. Chaumont-devant-Damvillers (55107) |
| 49. Chauvency-Saint-Hubert (55110)      | 50. Chauvency-le-Château (55109)      | 51. Cheppy (55113)                    | 52. Châtillon-sous-les-Côtes (55105)   |
| 53. Cierges-sous-Montfaucon (55115)     | 54. Clermont-en-Argonne (55117)       | 55. Cléry-le-Grand (55118)            | 56. Cléry-le-Petit (55119)             |
| 57. Combres-sous-les-Côtes (55121)      | 58. Consenvoye (55124)                | 59. Cuisy (55137)                     | 60. Cumières-le-Mort-Homme (55139)     |
| 61. Cunel (55140)                       | 62. Damloup (55143)                   | 63. Damvillers (55145)                | 64. Dannevoux (55146)                  |
| 65. Delut (55149)                       | 66. Dieppe-sous-Douaumont (55153)     | 67. Dieue-sur-Meuse (55154)           | 68. Dombasle-en-Argonne (55155)        |
| 69. Dombras (55156)                     | 70. Dommartin-la-Montagne (55157)     | 71. Dommary-Baroncourt (55158)        | 72. Domremy-la-Canne (55162)           |
| 73. Doncourt-aux-Templiers (55163)      | 74. Douaumont (55164)                 | 75. Doulcon (55165)                   | 76. Dugny-sur-Meuse (55166)            |
| 77. Dun-sur-Meuse (55167)               | 78. Duzey (55168)                     | 79. Eix (55171)                       | 80. Esnes-en-Argonne (55180)           |
| 81. Flassigny (55188)                   | 82. Fleury-devant-Douaumont (55189)   | 83. Foameix-Ornel (55191)             | 84. Fontaines-Saint-Clair (55192)      |
| 85. Forges-sur-Meuse (55193)            | 86. Fresnes-en-Woëvre (55198)         | 87. Froidos (55199)                   | 88. Fromeréville-les-Vallons (55200)   |
| 89. Fromezey (55201)                    | 90. Futeau (55202)                    | 91. Gercourt-et-Drillancourt (55206)  | 92. Gesnes-en-Argonne (55208)          |
| 93. Gincrey (55211)                     | 94. Gouraincourt (55216)              | 95. Gremilly (55218)                  | 96. Grimaucourt-en-Woëvre (55219)      |
| 97. Gussainville (55222)                | 98. Génicourt-sur-Meuse (55204)       | 99. Halles-sous-les-Côtes (55225)     | 100. Han-lès-Juvigny (55226)           |
| 101. Hannonville-sous-les-Côtes (55228) | 102. Harville (55232)                 | 103. Haudainville (55236)             | 104. Haudiomont (55237)                |
| 105. Haumont-près-Samogneux (55239)     | 106. Heippes (55241)                  | 107. Hennemont (55242)                | 108. Herbeuville (55243)               |
| 109. Herméville-en-Woëvre (55244)       | 110. Inor (55250)                     | 111. Iré-le-Sec (55252)               | 112. Jametz (55255)                    |
| 113. Jouy-en-Argonne (55257)            | 114. Julvécourt (55260)               | 115. Juvigny-sur-Loison (55262)       | 116. Labeuville (55265)                |
| 117. Lachalade (55266)                  | 118. Lamouilly (55275)                | 119. Landrecourt-Lempire (55276)      | 120. Laneuville-sur-Meuse (55279)      |
| 121. Lanhères (55280)                   | 122. Latour-en-Woëvre (55281)         | 123. Le Claon (55116)                 | 124. Le Neufour (55379)                |
| 125. Lemmes (55286)                     | 126. Les Islettes (55253)             | 127. Les Monthairons (55347)          | 128. Les Souhesmes-Rampont (55497)     |
| 129. Les Éparges (55172)                | 130. Liny-devant-Dun (55292)          | 131. Lion-devant-Dun (55293)          | 132. Lissey (55297)                    |
| 133. Loison (55299)                     | 134. Louppy-sur-Loison (55306)        | 135. Louvemont-Côte-du-Poivre (55307) | 136. Luzy-Saint-Martin (55310)         |
| 137. Maizeray (55311)                   | 138. Malancourt (55313)               | 139. Mangiennes (55316)               | 140. Manheulles (55317)                |
| 141. Marchéville-en-Woëvre (55320)      | 142. Marre (55321)                    | 143. Martincourt-sur-Meuse (55323)    | 144. Marville (55324)                  |
| 145. Maucourt-sur-Orne (55325)          | 146. Merles-sur-Loison (55336)        | 147. Milly-sur-Bradon (55338)         | 148. Mogeville (55339)                 |
| 149. Moirey-Flabas-Crépion (55341)      | 150. Mont-devant-Sassey (55345)       | 151. Montblainville (55343)           | 152. Montfaucon-d'Argonne (55346)      |
| 153. Montigny-devant-Sassey (55349)     | 154. Montmédy (55351)                 | 155. Montzéville (55355)              | 156. Moranville (55356)                |
| 157. Morgemoulin (55357)                | 158. Mouilly (55360)                  | 159. Moulainville (55361)             | 160. Moulins-Saint-Hubert (55362)      |
| 161. Moulotte (55363)                   | 162. Mouzay (55364)                   | 163. Murvaux (55365)                  | 164. Muzeray (55367)                   |
| 165. Nantillois (55375)                 | 166. Nepvant (55377)                  | 167. Neuvilly-en-Argonne (55383)      | 168. Nixéville-Blercourt (55385)       |
| 169. Nouillonpont (55387)               | 170. Olizy-sur-Chiers (55391)         | 171. Ornes (55394)                    | 172. Osches (55395)                    |
| 173. Pareid (55399)                     | 174. Parfondrupt (55400)              | 175. Peuvillers (55403)               | 176. Pillon (55405)                    |
| 177. Pintheville (55406)                | 178. Pouilly-sur-Meuse (55408)        | 179. Quincy-Landzécourt (55410)       | 180. Rambluzin-et-Benoite-Vaux (55411) |
| 181. Rarécourt (55416)                  | 182. Regnéville-sur-Meuse (55422)     | 183. Remoiville (55425)               | 184. Riaville (55429)                  |
| 185. Romagne-sous-Montfaucon (55438)    | 186. Romagne-sous-les-Côtes (55437)   | 187. Ronvaux (55439)                  | 188. Rouvres-en-Woëvre (55443)         |
| 189. Rouvrois-sur-Othain (55445)        | 190. Rupt-en-Woëvre (55449)           | 191. Rupt-sur-Othain (55450)          | 192. Récicourt (55419)                 |
| 193. Récourt-le-Creux (55420)           | 194. Réville-aux-Bois (55428)         | 195. Saint-André-en-Barrois (55453)   | 196. Saint-Hilaire-en-Woëvre (55457)   |
| 197. Saint-Jean-lès-Buzy (55458)        | 198. Saint-Laurent-sur-Othain (55461) | 199. Saint-Pierrevillers (55464)      | 200. Saint-Remy-la-Calonne (55465)     |
| 201. Samogneux (55468)                  | 202. Sassey-sur-Meuse (55469)         | 203. Saulmory-et-Villefranche (55471) | 204. Saulx-lès-Champlon (55473)        |
| 205. Senon (55481)                      | 206. Senoncourt-les-Maujouy (55482)   | 207. Septsarges (55484)               | 208. Sivry-la-Perche (55489)           |
| 209. Sivry-sur-Meuse (55490)            | 210. Sommedieue (55492)               | 211. Sorbey (55495)                   | 212. Souilly (55498)                   |
| 213. Spincourt (55500)                  | 214. Stenay (55502)                   | 215. Thierville-sur-Meuse (55505)     | 216. Thillot (55507)                   |
| 217. Thonne-la-Long (55508)             | 218. Thonne-le-Thil (55509)           | 219. Thonne-les-Près (55510)          | 220. Thonnelle (55511)                 |
| 221. Tilly-sur-Meuse (55512)            | 222. Trésauvaux (55515)               | 223. Vacherauville (55523)            | 224. Vadelaincourt (55525)             |
| 225. Varennes-en-Argonne (55527)        | 226. Vaudoncourt (55535)              | 227. Vauquois (55536)                 | 228. Vaux-devant-Damloup (55537)       |
| 229. Velosnes (55544)                   | 230. Verdun (55545)                   | 231. Verneuil-Grand (55546)           | 232. Verneuil-Petit (55547)            |
| 233. Vigneul-sous-Montmédy (55552)      | 234. Ville-devant-Chaumont (55556)    | 235. Ville-en-Woëvre (55557)          | 236. Ville-sur-Cousances (55567)       |
| 237. Villers-devant-Dun (55561)         | 238. Villers-lès-Mangiennes (55563)   | 239. Villers-sous-Pareid (55565)      | 240. Villers-sur-Meuse (55566)         |
| 241. Villécloye (55554)                 | 242. Vilosnes-Haraumont (55571)       | 243. Vittarville (55572)              | 244. Véry (55549)                      |
| 245. Warcq (55578)                      | 246. Watronville (55579)              | 247. Wavrille (55580)                 | 248. Wiseppe (55582)                   |
| 249. Woël (55583)                       | 250. Écouviez (55169)                 | 251. Écurey-en-Verdunois (55170)      | 252. Épinonville (55174)               |
| 253. Étain (55181)                      | 254. Éton (55182)                     | 255. Étraye (55183)                   |                                        |